# Robert Morris Page
Pour les articles homonymes, voir Page.
Robert Morris Page (2 juin 1903 – 15 mai 1992) était un physicien américain qui a joué un rôle important dans le développement du radar. Avec l'équipe du United States Naval Research Laboratory, il a développé en 1938 le premier prototype du radar CXAM qui servira sur les navires de la US Navy et il participera aux autres radars américains durant la Seconde Guerre mondiale.

## Vie et carrière
Robert Page est né à Saint Paul (Minnesota) en 1903, septième de neuf enfants. Après avoir suivi des études pour devenir ministre du culte, il se tourne vers la physique et obtient un diplôme de Hamline University en 1927. Il est engagé par le United States Naval Research Laboratory (NRL) après ses études mais poursuivra ensuite une maîtrise de l'Université George Washington.  
À l’automne 1922, Albert H. Taylor et Leo C. Young du NRL, lors des essais de communication radio dans le fleuve Potomac, remarquèrent que les bateaux en bois traversant la trajectoire  de leur signal d’onde continu causaient des interférences, redécouvrant ainsi le même principe que Christian Hülsmeyer en 1904. En 1930, Lawrence A. Hyland du NRL détecta le passage d’un avion à l’aide d’une interférence dans le signal d’une onde entretenue (ou continue) de 33 MHz (longueur d’onde d’environ 100 mètres). Ces deux expériences montraient la possibilité de détection mais ne fournissaient pas la position ni la vitesse de la cible. 
Au début des années 1930, Taylor confia à Robert Page, la tâche de développer un émetteur à impulsion et une antenne d’émission que lui et Young avait imaginé pour contourner ce problème. Page construisit donc l’appareil et en décembre 1934 l’essaya. Il utilisait une fréquence de 25 MHz avec une impulsion de 5 microsecondes. Il continua les essais en 1935 et le 28 avril 1936, Page fut capable de repérer un petit avion à 4 kilomètres de distance le long du Potomac. La fréquence utilisée nécessitait une large antenne afin d’avoir un faisceau suffisamment concentré dans la direction de sondage, ce qui le rendait impossible d’utilisation sur un navire ou un avion. En utilisant une fréquence de 80 MHz, puis 200 MHz, l'antenne fut réduite. Le radar CXAM qui en résulta fut essayé sur le USS New York en décembre 1938 et permit de repérer un avion à 100 kilomètres de distance.
Lors de la mission Tizard de 1940, les Britanniques échangèrent les découvertes de Sir Robert Watson-Watt dans ce domaine avec les Américains. Ceci mena à une collaboration étroite entre les Alliés et Page fut donc en mesure d'améliorer son appareil. Il participa ainsi à l'avancement du radar à impulsion, à l'affichage PPI (Plan Position Indicator) plus pratique que les affichages initiaux, à la fonction identification ami-ennemi (Identification - Friend or Foe) et au radar trans-horizon.
Après la Seconde Guerre mondiale, il devint directeur du NRL de 1957 à 1966 et publia un livre sur l'histoire du radar en 1962 : "The Origin of Radar". 
Il est décédé en 1992 d'une crise cardiaque. Le nom du docteur Page se retrouve dans le World Book Encyclopedia dans la section Radar. Il a reçu les honneurs de quatre présidents américains dont le Certificat au Mérite de la part de Harry S. Truman, pour sa participation à l'effort de guerre, et la Médaille du président pour service civil distingué par Dwight D. Eisenhower.

## Croyances
Issu d'un famille dont le père était un ministre du culte laïc, Page s'est tourné vers le Créationnisme. Il a fait de nombreuses conférences sur la relation entre la science et la Bible.